# 李存孝 (马来西亚)
李存孝（1983年1月3日—），马来西亚政治人物，生于霹雳州怡保市，现任霹雳州怡保东区国会议员。曾经担任霹雳州行政议员、霹雳州立法议会兵如港州议员、第24届国际社会主义青年联盟主席，社青团团长，及于2018年第14届大选前担任希望联盟青年团总秘书一职。

## 早期生活
李存孝于1983年1月3日在霹雳州首府怡保出生，并在培南华小就读。他在英国大雅茅斯高中学院完成其中学课程，并毕业于英国国家高等教育科学系文凭，选修英国酒店，餐饮和食品管理高等文凭。
李存孝于青年时期便积极投入政治与社运，在16岁时曾被选为英国东部的学生联盟副主席。而后也活跃于当地政治平台，更在市议会选举时披上英国自由民主党的旗帜参选。2008年，他回国后加入民主行动党，并受委任成为首次参选桂和园州议席的候选人－黄家和的竞选经理。此后，他在幕后充分支配民主行动党及人民联盟，并曾担任民联霹雳州竞选宣言小组组长，以及民联的代替预算案转案小组总监。
2012年，李存孝当选为民主行动党社青团霹雳州秘书。

## 政治生涯
| 2008年 | 加入民主行动党，同年大选担任桂和区候选人竞选经理                                                        |
| 2012年 | - 受选成为怡保东区社青团团长 - 受选为霹雳州社青团秘书                                                   |
| 2013年 | 以民主行动党旗帜竞选兵如港州议席并胜选成为兵如港州议员                                                  |
| 2015年 | - 受选成为社青团国际事务秘书 - 受选成霹雳州社青团团长                                                   |
| 2016年 | - 当选成为首位来自东南亚的社会党青年国际联盟，既世界最大青年组织的主席 - 当选成为国际进步联盟董事会成员 |
| 2017年 | 担任希望联盟青年团中央总秘书                                                                            |
| 2018年 | - 霹雳州青年、体育及人力资源发展行政议员 - 连任兵如港州议员                                             |

## 争议

### 诠释《古兰经》经文惹议
2023年9月22日，因涉嫌自行诠释《古兰经》中的经文，警方在接获举报后对李存孝开档调查。霹雳州总警长莫哈末尤斯里表示，针对投报将交由武吉阿曼特别刑事调查组展开调查。李存孝此前曾在TikTok视频中以古兰经促回教徒支持团结政府。9月26日，武吉阿曼刑事罪案调查局总监苏海利（Mohd Shuhaily Mohd Zain）发文告证实已向李存孝录供。同日，李存孝召开记者会公开向所有人道歉，但同时强调本身没有自我诠释古兰经经文，而仅是念出古兰经句子。9月29日，全国副总警长阿育汉透露共接获2宗投报，而针对此案的调查工作已在进行中。
10月3日，首相署（宗教事务）部长纳因·莫达在与李存孝会面后透过面子书贴文表示，李存孝接纳了自己的建议，并承诺日后在引用古兰经时将更加谨慎。10月9日，纳因在推介清真标签免费注册活动后说，李存孝实际上没像外界所指般对古兰经进行诠释，而是引用当中经文而已。
10月17日，伊斯兰党彭加兰芝柏国会议员阿末玛祖基沙里挑起李存孝之前诠释古兰经的课题，国会下议院副议长南利表示，阿末玛祖克的言论没有恶意性，仅在提出学术性课题。

## 选举成绩
| 年份 | 选区               | 候选人 | 候选人           | 得票数 | 得票率 | 竞选对手           | 竞选对手                     | 得票数 | 得票率 | 总票数 | 多数票 | 投票率 |
| ---- | ------------------ | ------ | ---------------- | ------ | ------ | ------------------ | ---------------------------- | ------ | ------ | ------ | ------ | ------ |
| 2022 | 霹靂 P064 怡保东区 |        | 李存孝（行动党） | 57,549 | 72.14% |                    | 诺阿夫再因尼占（土著团结党） | 13,661 | 17.12% | 79,780 | 43,888 | 67.51% |
| 2022 | 霹靂 P064 怡保东区 |        | 李存孝（行动党） | 57,549 | 72.14% | 吴佳倡（马华公会） | 8,570                        | 10.74% |        | 79,780 | 43,888 | 67.51% |

| 年份 | 选区       | 候选人 | 候选人           | 得票数 | 得票率 | 竞选对手 | 竞选对手           | 得票数 | 得票率 | 总票数 | 多数票 | 投票率 |
| ---- | ---------- | ------ | ---------------- | ------ | ------ | -------- | ------------------ | ------ | ------ | ------ | ------ | ------ |
| 2013 | N27 兵如港 |        | 李存孝（行动党） | 17,896 | 79.9%  |          | 汤华昌（马华公会） | 4,264  | 19.0%  | 27,387 | 13,632 | 81.3%  |
| 2018 | N27 兵如港 |        | 李存孝（行动党） | 23,282 | 70.1%  |          | 吴佳倡（马华公会） | 2,426  | 7.3%   | 25,708 | 20,856 | 78.3%  |